# Відображення Пуанкаре

Відображення Пуанкаре трансверсальної площинки на себе визначається точкою першого повернення траєкторії на площинку

В теорії динамічних систем, розділі математики, відображення Пуанкаре (також відображення першого повернення) — це проєкція деякої площинки у фазовому просторі на себе (або на іншу площинку) уздовж траєкторій (фазових кривих) системи.
Докладніше відображення Пуанкаре визначається так. Розглянемо деяку ділянку поверхні у фазовому просторі (перетин Пуанкаре), трансверсальну до векторного поля системи (тобто не дотичну до поля; часто кажуть просто трансверсаль). З точки {\displaystyle x} на трансверсалі випустимо траєкторію системи. Припустимо, що в якийсь момент траєкторія вперше перетнула трансверсаль знову; позначимо точку перетину через {\displaystyle y}. Відображення Пуанкаре точці {\displaystyle x} ставить у відповідність точку першого повернення {\displaystyle y}. Якщо траєкторія, випущена з {\displaystyle x}, ніколи не повертається на трансверсаль, то відображення Пуанкаре в цій точці не визначено.
Аналогічно можна визначити відображення Пуанкаре не тільки з трансверсалі на себе, але і з однієї трансверсалі на іншу.
Ітерації відображення Пуанкаре з деякої трансверсалі на себе утворюють динамічну систему з дискретним часом на фазовому просторі меншої розмірності. Властивості цієї системи мають тісний зв'язок із властивостями початкової системи з неперервним часом (наприклад, нерухомі і періодичні точки відображення Пуанкаре відповідають замкнутим траєкторіям системи). Тим самим встановлюється зв'язок між векторними полями і їх потоками з одного боку й ітераціями відображень — з іншого. Відображення Пуанкаре є важливим інструментом дослідження динамічних систем з неперервним часом.